# Endometrose
Endometrose (von griech. ἔνδον = éndon (innen) und μήτρα = metra (Gebärmutter) und altgr. ωσις = -osis (Erkrankung)) ist eine chronisch-degenerative Erkrankung der Schleimhaut der Gebärmutter (Endometrium). Sie ist bei Haustierarten klinisch und wirtschaftlich von Bedeutung, da sie die Fruchtbarkeit der weiblichen Tiere einschränkt. Der Nachweis ist durch eine histologische Untersuchung nach Endometriumbiopsie möglich.
Weibliche Haustiere durchlaufen im Gegensatz zum Menschen kein Klimakterium, befinden sich also ab der Pubertät bis zum Ende ihres Lebens im Zyklus und sind somit zumindest theoretisch bis ins hohe Alter fruchtbar. Durch die Entwicklung einer Endometrose kann jedoch ihre Fruchtbarkeit eingeschränkt werden, ohne dass es dabei aber zu einer Abnahme der Eierstockfunktion kommt. Die Veränderungen der Gebärmutterschleimhaut sind weitgehend irreversibel. Eine wirksame Behandlung ist nicht bekannt.
Beim Hauspferd kann die Erkrankung in jedem Alter einer Stute auftreten, jedoch häufiger in höherem Alter. Die Ursachen und Entstehungsmechanismen sind weitgehend ungeklärt. Betroffene Tiere neigen zu Fehlgeburten, unterentwickelten Fohlen und Endometritis.
Die beim Menschen bekannte Erkrankung Endometriose steht in keinem Zusammenhang mit der Endometrose.